# Ermita de la Virgen del Pilar (Andorra)
La ermita de la Virgen del Pilar en Andorra (Provincia de Teruel, España) es una construcción que, partiendo de un núcleo original románico del siglo XII, sufrió diversas reformas y ampliaciones entre los siglos XIV y XVI hasta alcanzar su aspecto actual, caracterizado por algunos elementos típicos del llamado Gótico del Bajo Aragón. 

## Características
Se trata de un edificio de una nave de planta rectangular dividida en cinco tramos y rematada con cabecera plana. Se cubre con bóvedas de crucería simple con clave. En el último tramo de la nave se sitúa el coro alto de madera que cuenta con banco corrido y se ilumina por medio de un óculo. Bajo el coro se encuentra la puerta de la ermita, flanqueada por el correspondiente banco corrido. 
La decoración se reduce a las ménsulas de arranque de las nervaduras y a las claves de cada tramo. Las ménsulas se decoran con motivos vegetales de la flora local; las claves con los escudos de los prelados que presidían la sede zaragozana durante las distintas épocas de la construcción, salvo en el caso del tercer tramo que se decora con tema geométrico.
En el exterior únicamente cabe destacar la cornisa con canecillos a modo de tacos, sin decoración. La portada se abre en la fachada de los pies; es muy sobria, tanto en composición, como en decoración. Es en arco de medio punto dovelado y sobre ella se sitúa un gran óculo que ha perdido casi totalmente su tracería. La fachada se corona con una pequeña espadaña.

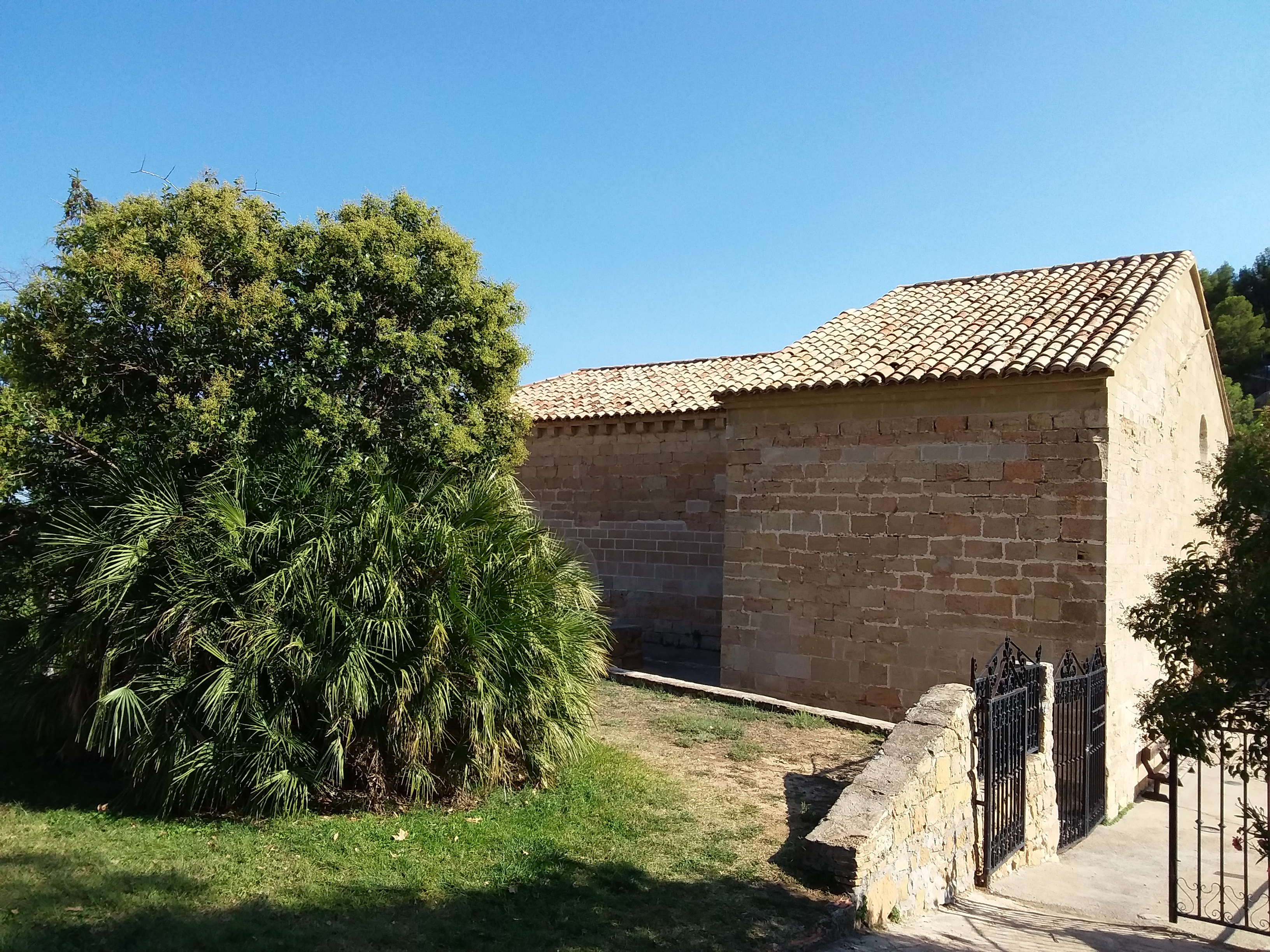
Fotografía desde el parque, Ermita Virgen del Pilar

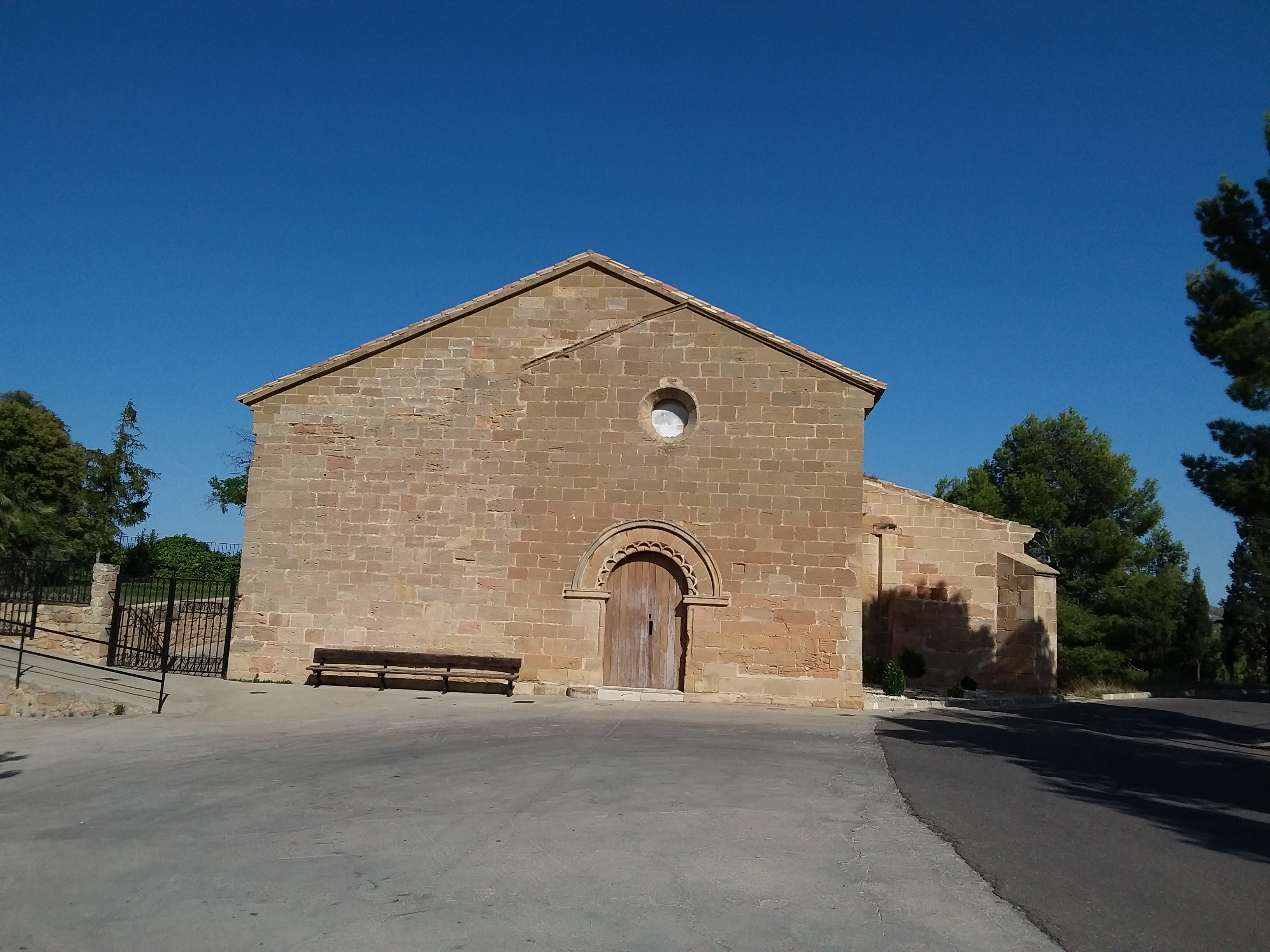
Portada de la ermita virgen del Pilar

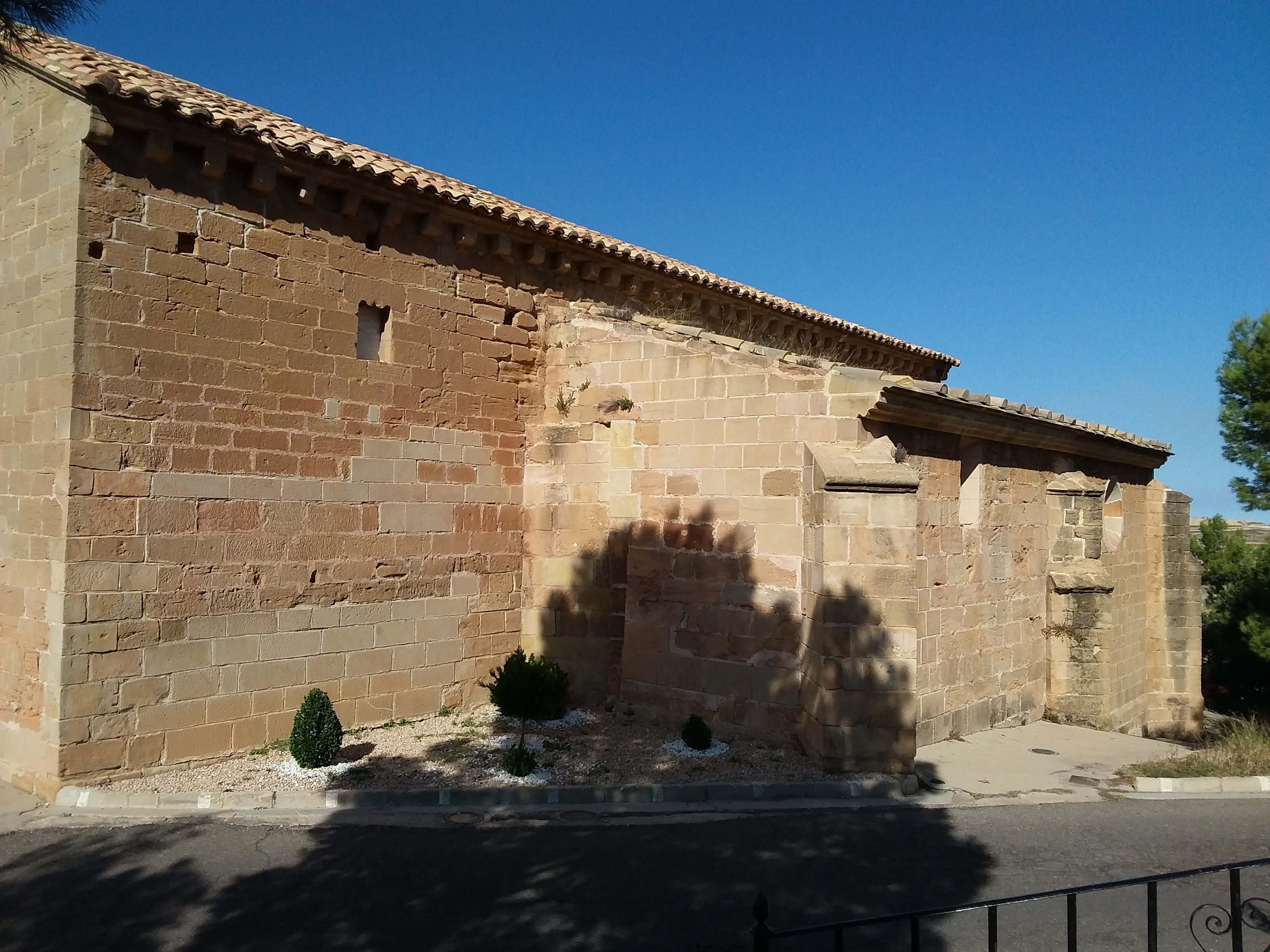
Fotografía lateral carretera Ermita Virgen del Pilar